# Раджуб, Джибриль
Джибриль Раджуб (араб. جبريل رجوب‎, родился в 1953 году) — член палестинского движения «ФАТХ», бывший глава служб безопасности Палестинской национальной администрации (ПНА) на Западном берегу реки Иордан.

## Ранние годы
Раджуб родился в деревне Дура недалеко от Хеврона. Его брат, Наиф Раджуб — министр по делам религий в правительстве Хании (ХАМАС). В возрасте 15 лет Раджуб бросил гранату в колонну Цахала и был приговорён к пожизненному заключению. Владеет ивритом, выученным во время заключения; также знает английский язык. Совместно с сокамерником перевёл на арабский язык книгу Бегина «Восстание». В 1985 году был освобождён во время так называемой «сделки Джибриля» (названной по имени Ахмеда Джибриля), в рамках которой свыше тысячи арабских заключённых были освобождены в обмен на трёх заложников.
В 1988 году Раджуб участвовал в первой интифаде и за эту деятельность был депортирован в Ливан, откуда попал в Тунис в штаб Организации освобождения Палестины (ООП). Там он был помощником Халиля аль-Вазира («Абу Джихада»), второго человека в ООП; после того как тот был убит в результате израильской операции, Раджуб стал приближённым Ясира Арафата. По некоторым сведениям, в 1992 году Раджуб завербовал агента, которому было поручено убить Ариэля Шарона.

## После соглашений в Осло
После подписания соглашения «Осло I» в сентябре 1993 года Раджубу разрешили вернуться на Западный берег, где он до 2002 года занимал должность главы «службы превентивной безопасности» (PSF), одного из основных силовых ведомств ПНА. Под его началом находилось несколько тысяч человек. Раджуб обвинялся в использовании PSF для подавления политического инакомыслия и преследования политических оппонентов.
В 2003 году Раджуб был назначен советником Арафата по национальной безопасности. С 2006 года он является президентом Палестинской футбольной ассоциации. Также возглавляет Палестинский олимпийский комитет, Верховный совета ООП по делам спорта и молодежи и Палестинскую ассоциацию скаутов.
В мае 2013 года, в интервью ливанскому телеканалу «Аль-Маядин», Раджуб заявил:

«Мы, палестинцы, враги Израиля <…> До сих пор у нас не было ядерного оружия, но, во имя Аллаха, если бы у нас было ядерное оружие, мы бы его использовали <…> Если бы у нас была ядерная бомба, мы бы использовали её этим же утром».
Раджуб также выразил восхищение террористом Саламом Асадом Заглом, зарезавшим 30 апреля израильтянина Эвитара Боровски. В июне 2013 года министр обороны Израиля запретил Раджубу въезд в Израиль для участия в конференции леворадикальной партии МЕРЕЦ в связи с тем, что «в течение последних месяцев он занимался активным подстрекательством против Израиля».